# パトリック・フィッツジェラルド

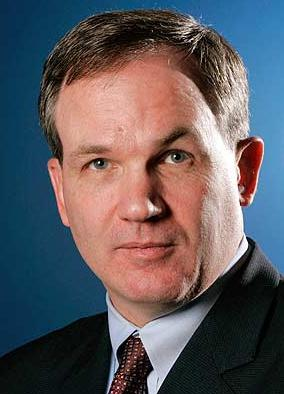
パトリック・フィッツジェラルド

パトリック・フィッツジェラルド（Patrick J. Fitzgerald、1960年12月22日 - ）は、アメリカ合衆国の弁護士。イリノイ州北部区域の米連邦検事を務めた。

## 人物
ハーバード大学法科大学院より1985年に法務博士課程修了。1988年、ニューヨーク市で連邦検事となり、薬物事件を扱った。1996年、ニューヨークの南部区域の米連邦検事となり、公安事件を担当した。彼はウサーマ・ビン・ラーディンに関する捜査を行う検察官の1人であった。
2003年12月、プレイム事件の捜査のため特別検察官に任命され、ルイス・リビー副大統領首席補佐官を偽証の罪などで立件した。